# Chaetodipterus
Chaetodipterus – rodzaj morskich ryb z rodziny szpadelkowatych.

## Zasięg występowania
Tropikalne i subtropikalne wody po obu stronach Ameryki i przy zachodnich wybrzeżach Afryki.

## Klasyfikacja
Gatunki zaliczane do tego rodzaju:

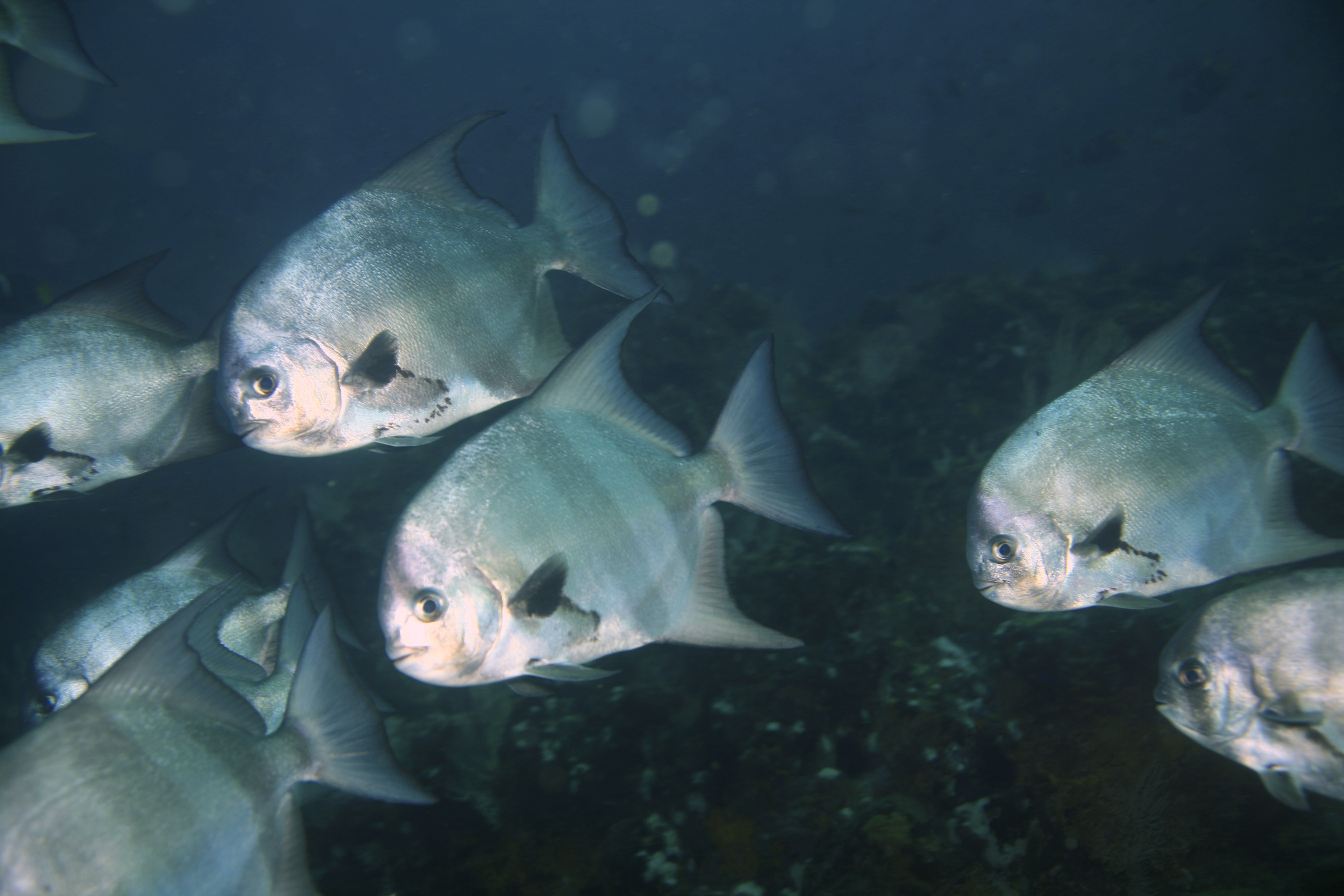
Chaetodipterus faber - szpadelek karaibski[potrzebny przypis]
- Chaetodipterus lippei
- Chaetodipterus zonatus

- Chaetodipterus zonatus